# 穴條鰍
穴條鰍（學名：Nemacheilus troglocataractus）為輻鰭魚綱鯉形目條鰍科條鰍屬的其中一種。被IUCN列為極危保育類動物，分布於亞洲泰國Tham Sai Yok Noi淡水流域，本魚體延長側扁，頭部扁平，口下位，觸鬚3對，沒有眼與顏色，背鰭軟條11-12枚，臀鰭軟條8枚，體長可達6.8公分，棲息在洞穴底層水域，生活習性不明，可做為觀賞魚。

## 扩展阅读
維基物種上的相關：穴條鰍